# Momozono

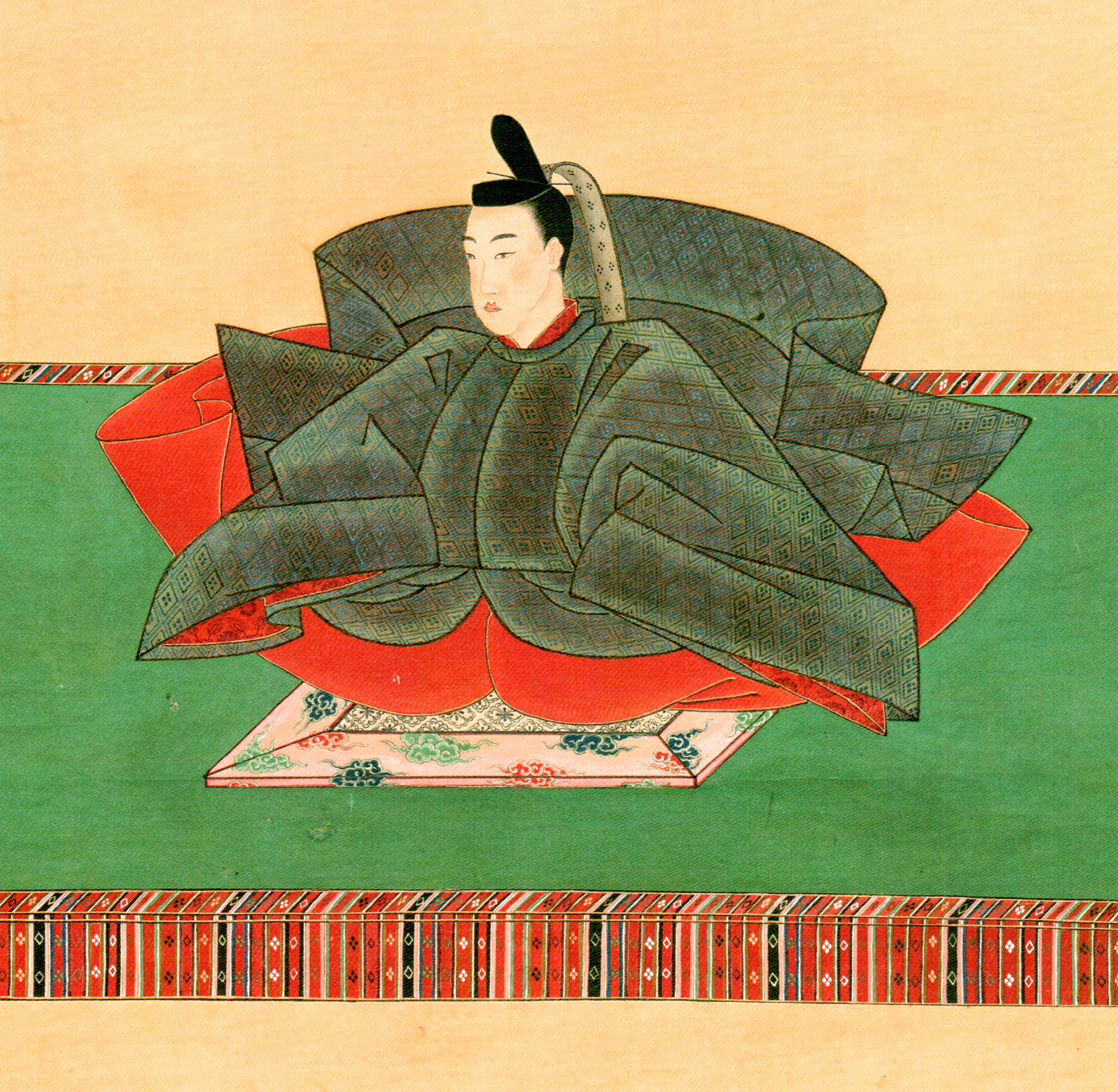
Momozono

Momozono (桃園天皇; Momozono Tennó; 14. dubna 1741 – 31. srpna 1762) byl 116. japonským císařem. Vládl od 9. června 1747. Jeho vlastní jméno bylo Tóhito (遐仁).
V roce 1747 byl prohlášen korunním princem. Později téhož roku byl prohlášen císařem po abdikaci svého otce, císaře Sakuramačiho. Momozonovu vládu poznamenal skandál v roce 1758 (tzv. skandál Horeki), kdy bylo šogunátem (Japonsko bylo za vlády Momozona stejně jako za některých předchozích a následujících císařů tzv. šogunátem, kdy byl císař vlastně jen pouhou loutkou na trůně, nejvyšší moc v zem držel šógun) potrestáno několik mladých příslušníků královského dvoru, kteří usilovali o posílení moci císaře. Samotný císař zemřel v roce 1762 ve věku 21 let.
| Japonští císaři        | Japonští císaři    | Japonští císaři         |
| ---------------------- | ------------------ | ----------------------- |
| Předchůdce: Sakuramači | 1747–1762 Momozono | Nástupce: Go-Sakuramači |